# Bertrana vella
Bertrana vella är en spindelart som beskrevs av Levi 1989. Bertrana vella ingår i släktet Bertrana och familjen hjulspindlar. Inga underarter finns listade.